# بیچ هیون، نیوجرسی
بیچ هیون (به انگلیسی: Beach Haven) شهری در ایالت نیوجرسی کشور ایالات متحده آمریکا است که جمعیت آن در سرشماری سال ۲۰۱۰ میلادی، ۱٬۱۷۰ نفر بوده‌است.